# エド山口のまんてんワイド
エド山口のまんてんワイド（エドやまぐちのまんてんワイド）は、1983年10月10日から1984年10月5日までTBSラジオの月曜日から金曜日の夜の時間帯に放送していた若者向けのラジオ番組。

## 概要
エド山口はこの直前の1983年9月までは、局は違っていたがニッポン放送の『オールナイトニッポン』火曜2部（27:00）のパーソナリティを務めていた。この番組では生放送という特性を生かし、木曜日の放送では同じ生放送だった『ザ・ベストテン』のスタジオから生中継を行っていたこともあった。
テーマソングはブレイク目前の時期だったチェッカーズが担当していた。
1984年当時は在京3局（TBS、文化放送、ニッポン放送）の中でTBSだけ全日聴取率が下がっており（1.5％）、昼夜を通して聴取率が慢性的に下がっている中で特に当時低落傾向にあった夜の若者向け番組の一斉強化の一環として、21時台以降深夜に至るまで大幅に番組の入れ替えが行われたことにより、本番組も終了となった。

## パーソナリティ
- エド山口[2]

### アシスタント
- 前期：松岡まこと （月～金）（立川談志の実娘）
- 後期
  - 可愛かずみ （月）
  - 松本友里 （火）
  - 岡田有希子 （水）
  - 長山洋子 （木）
  - 田中久美 （金）

## タイムテーブル
- 21:00 - オープニング
- 21:10 - エド山口のまんてんショー
- 21:20 - 北川剛のGO!GO!キックオフ
- 21:25 - 激突スタークイズ
- 21:40 - シブがき隊の青春キャッチボール
- 21:50 - 一機と久実の長いつきあい
- 22:00 - ザ・ヒットパレード ～まんてん電リクランド
- 22:25 - タモリの事件ダヨ! （タモリ、斉藤ゆう子）
- 22:35 - エドのハッピートーク
- 22:50 - 今夜のまんてんダイヤル
- 23:00 - サイエンスランド ～松宮一彦の科学るラジオ
- 23:10 - 今夜のまんてんマン
- 23:25 - ニュース、天気予報
- 23:30 - ラジオプレマガ
- 23:35 - 庄野真代 ルックときめきエトランゼ （スポンサー：JTB、日通旅行　※1983年10月までは単独番組）

### 主なコーナー
月曜日
- まんてん金縛り
- 今夜の裏ラジオ情報
- 危ない紙相撲
- ラジオざんげ
- 来月のベスト10（ベスト5）
- 恋人バンク
- ためいきコンテスト

火曜日
- さかさクイズ
- マル秘のとびら
- 対決の火曜日

水曜日
- まんてん新撰組
- まんてんスクープ
- 恐怖の体験

木曜日
- 質問地獄責め（ゲストコーナー）

金曜日
- 大エド週刊かわら版